# قصة محقق (فلم 1951)
قصة محقق (بالإنجليزية: Detective Story) هو فيلم نوار وجريمة صدر عام 1951، أخرجه ويليام وايلر. أبطال الفيلم هم: كيرك دوغلاس، اليانور باركر، وليام بينديكس، كاثي أودونيل، جورج ماكريدي، لي غرانت وجوزيف وايزمان.

## طاقم التمثيل
| - كيرك دوغلاس بدور المحقق جيم مكلاود - اليانور باركر بدور ماري مكلاود - وليام بينديكس بدور المحقق لو برودي - كاثي أودونيل بدور سوزان كارمايكل - جورج ماكريدي بدور الدكتور. كارل شنايدر - هوراس ماكماهون بدور الملازم. موناهان - غلاديس جورج بدور السيدة هاتش - جوزيف وايزمان بدور تشارلي جينيني، لص - لي غرانت بدور سارق - جيرالد موهر بدور تامي جياكوببيتي | - فرانك فايلن بدور المحقق غالاغر - ويليام رينولدز بدور آرثر كيندرد - مايكل سترونغ بدور لويس أبوت - لويس فان روتن بدور جو فينسون - بيرت فريد بدور المحقق داكيس - وورنر أندرسون بدور إنديكوت سيمز، محامي - غراندون رودس بدور المحقق أوبراين - ويليام «بيل» فيليبس بدور المحقق بات كالاهان - راسل إيفانز بدور الشرطي ستيف بارنز - بيرت مستين بدور ويلي البواب |

## وصلات خارجية
- مقالات تستعمل روابط فنية بلا صلة مع ويكي بيانات
- قصة محقق على موقع أول موفي.
- المقطع الترويجي لفيلم قصة محقق على يوتيوب